# Edward Strachey
Edward Strachey, PC (30 d'octubre de 1858 - 25 de juliol de 1936), va ser un polític liberal britànic. Va ser membre de les administracions liberals de Sir Henry Campbell-Bannerman i H. H. Asquith entre 1905 i 1915.

## Carrera política
Strachey va ser retornat al Parlament per Somerset South a les eleccions generals de 1892, escó que va ocupar fins al 1911, i va servir sota la direcció de Sir Henry Campbell-Bannerman i posteriorment H. H. Asquith com a tresorer de la casa des de 1905 fins a 1909 i sota Asquith com a secretari parlamentari de la Junta d'Agricultura i Pesca del 1909 al 1911. L'últim any va ser elevat a la noblesa de Baró Strachie, de Sutton Court, al comtat de Somerset. El 1912 va ser admès al Consell Privat i nomenat Paymaster-General, càrrec que va ocupar fins al 1915. No obstant això, no va oferir un lloc ministerial quan es va formar el govern de la coalició de 1915 i no va tornar mai al càrrec polític.